# Apraxia
Apraxia — белорусская NSBM и Pagan War Metal группа. Вторая по известности на белорусской сцене группа в жанре pagan metal после Gods Tower. По заявлению лидера группы в интервью одному из правых журналов, Apraxia (с 2003 под названием «Молот») до появления группы «Оскал» из Витебска (примерно в 2005) являлась единственной группой из Белоруссии, которая открыто и конкретно заявила о принадлежности к национал-социалистическому движению.
Песни группы Apraxia c названиями «Русь, проснись!» и «Вставай, Священная Русь!» находятся в Федеральном перечне экстремистских материалов под номером 4795. 2 мая 2019 года Роскомнадзор заблокировал сервис Last.fm из-за страницы со ссылкой на песню «Русь, вставай!».

## История
Группа Apraxia появилась на рубеже 1995/96 годов. В создании группы участвовали вокалист Александр под псевдонимом Некроманьяк, басист под псевдонимом Чук и гитарист под псевдонимом Ганчар, бессменные участники группы. В 1996 в состав группы вошли второй гитарист Юрий и барабанщик Олег. В этот же год группа выпустила своё второе демо «Return to Ancient», который обозначил стиль группы: языческий метал с элементами фолк мелодики. Группа начинает активную концертную деятельность, и через год выпускает концертное демо «Live in Gardariket». С выходом в 1998 году полноформатного альбома «Hymns of Dark Forests» участники группы официально заявили о своей принадлежности к Правому Движению. В 1999 году на свет появляется следующий полноформатный альбом «Идеология», являющийся радикальным по своему характеру. В конце года Юрий и Олег покидают группу. Гитаристу нашли замену, а барабанщика найти так и не удалось. В 2001 выходит мини-альбом «Кровь и земля». Одна из песен этого альбома вошла в состав сборника экстремальной белорусской музыки «Hard Life Heavy Music I». Группа продолжает деятельность, выступая на концертах совместно со своими единомышленниками: такими группами как Коловрат, Сокира Перуна, польская Honor и др. Скандальным стало выступление Апраксии и акустического состава российского «Коловрата» в декабре 2002 года в городе Орша в кинотеатре «Победа» в рамках организованного местным БПСМ антинаркотического агитационного мероприятия, на который съехалось немало бритоголовых приверженцев национал-социализма. Из-за радикальной направленности на группу начинается травля в масс-медиа, а после ряда радикальных акций и открытого распространения своих убеждений группу начинают бойкотировать организаторы концертов и распространители. Группу обвиняли в причастности к фашизму, но участники группы отрицали всякое отношение к фашизму: «Apraxia политической группой не является, мы в политику не лезем, и в нашем творчестве нет ничего, что попадает под определение фашизма». В 2003 группа выпускает последний альбом «Коловрат». В начале 2003 года группа изменяет свой музыкальный стиль и изменяет название на «Молот», под которым продолжает активную музыкальную и концертную деятельность.
В 2011 в честь группы был выпущен альбом «APRAXIA Trubute: 14 1/2 Years Of Struggle Against…», составленный из каверов на песни группы Apraxia. В записи песен участвовали группы «Камаедзіца», «Dying Rose», «Коло Прави», «Piarevaracien», «Дзяды», «Interior Wrath», и др. Этот альбом сразу попал в ротацию на Радио Минск.

## Стиль и лирика
Лирику группы и её идеологическую направленность охарактеризовал сам лидер группы в интервью «Музыкальной газете»: 

 Песни группы повествуют о наших героических предках, на которых неплохо бы равняться и нам самим. Это опять-таки не значит, что нужно уходить в леса, точить мечи и стучаться головой о камни. Тексты — это образное изображение идей Apraxia, которые не надо понимать буквально. Речь идет о возрождении духа, именно о духовном возвращении к тому, что было раньше. За это и ратует группа: как сказал один умный человек, «мы хотим быть не только внуками, которым удалось больше, но и предками тех грядущих поколений, в которых вечная жизнь нашего народа». Apraxia делает это через свою музыку, пытаясь показать нынешней молодежи те примеры, на которые первым делом надо обратить внимание. 
Анастасия Самотыя, сотрудница белорусской «Музыкальной газеты», «М-журнала», журналов «НОТ-7», «1Rock», в своей рецензии на альбом «Кровь и Земля» сравнивала творчество группы Apraxia с группой Северные Врата.

## Дискография
| Год выпуска | Название                                   | Формат                              |
| ----------- | ------------------------------------------ | ----------------------------------- |
| 1995        | Remember About…                            | MC/Demo                             |
| 1996        | Return to Ancient                          | MC/Demo                             |
| 1997        | Live in Gardariket                         | MC/Live                             |
| 1998        | Hymns of Dark Forests / Гимны Темным Лесам | MC                                  |
| 1999        | Ideology / Идеология                       | MC                                  |
| 1999        | Hymns of Dark Forests                      | CD                                  |
| 2000        | Ideology / Идеология                       | CD                                  |
| 2001        | Кровь и Земля                              | MC/EP                               |
| 2002        | Коловрат                                   | MC/CD                               |
| 2003        | Voice of Blood / Голос крови               | CD/Split                            |
| 2003        | Кровь и Земля                              | CD/Split                            |
| 2004        | Кровь и Земля                              | CD/re-released                      |
| 2005        | Hymns of Dark Forests                      | CD/re-released                      |
| 2011        | Коловрат                                   | CD/re-released                      |
| 2015        | Идеология                                  | CD/re-released                      |
| 2016        | Hymns of Dark Forests                      | CD/re-released                      |
| 2019        | Ideology                                   | Digipack / wooden box / re-released |